# Tengyeling
Tengyeling, ook Tengye Ling, was een Tibetaans boeddhistische tempel in de binnenstad van Lhasa. Tengyeling lag ten zuiden van de heilige berg Chogpori en bevond zich binnen het oude pelgrimspad Lingkhor.

## Geschiedenis in 19e en 20e eeuw
Tengyeling was de belangrijkste van de vier koninklijke colleges (Ling Shi, ook gLing bzhi) en zetel van de demo rinpoche's. De andere drie Ling-tempels zijn Drib Tsemchokling, Kündeling en Tsemönling.
De zesde rinpoche Jampäl Geleg Gyatso, de zevende rinpoche Ngawang Lobsang Thubten Jigme Gyatso en de negende rinpoche Lobsang Trinley waren in de 18e en 19e eeuw regenten in Tibet tijdens de minderjarigheid van een dalai lama.
In 1895 had de laatste, Lobsang Trinley, de macht overgedragen aan de toen 18 jaar oud geworden dertiende dalai lama Thubten Gyatso. In 1899 wordt Trinley beschuldigd van een poging tot moord op de dalai lama. Hij krijgt de doodstraf, uitgevoerd door verdrinking in een vat.
In een andere lezing van dat verhaal zou de dalai lama hebben beseft dat zijn vier directe voorgangers op zeer jeugdige leeftijd onder mysterieuze omstandigheden zijn overleden. Veel wijst daarvoor naar handelingen van vroegere regenten. Volgens die lezing zou de dalai lama een potentiële tegenstander bij voorbaat hebben willen uitschakelen, een poging tot moord hebben verzonnen en de schuld daarvoor bij Trinley hebben gelegd. Die laatste versie werd ook door de monniken van Tengyeling geloofd, waarop het klooster deel ging uitmaken van de anti-dalai lamafactie in de toenmalige Tibetaanse samenleving. De monniken maakten vervolgens een vloek en profetie openbaar, dat deze dalai lama de laatste in zijn reïncarnatielijn zou zijn.
Na de val van de Qing-dynastie in 1912, maar nog voor de terugkeer in Lhasa van de dalai lama uit de ballingschap in India,trachtten troepen van het Tibetaanse leger die de dalai lama trouw waren het Chinese garnizoen in de stad te verdrijven. Lang niet alle Tibetaanse facties waren het daarmee eens. Het grootste Tibetaans klooster Drepung, een traditioneel pro-Chinese factie, en met name het belangrijkste college daarvan, Loseling, verzette zich hevig tegen dit beleid. De troepen van de dalai lama bezetten daarop het college waarna duizenden monniken van Loseling vluchtten naar Tengyeling dat hen onderdak verleende. Daar waren inmiddels ook de resterende troepen van het Chinese garnizoen gearriveerd. Na vier weken van belegering van het klooster gaven de Chinese troepen en de monniken zich over.
Na terugkomst in Lhasa liet de dalai lama als vergelding het klooster vernietigen en met de grond gelijk maken. Het klooster werd later niet meer opgebouwd.